# Stadio Città dello sport Zayed
Lo stadio Città dello sport Zayed (in inglese: Zayed Sports City Stadium) è uno stadio di calcio della città di Abu Dhabi, negli Emirati Arabi Uniti.

## Storia

### Costruzione
Guidato dalla convinzione del presidente dell'emirato, l'emiro Zayed bin Sultan Al Nahyan, che riteneva lo sport utile per la crescita dei giovani, per il loro futuro e per la costruzione del paese, nel 1974 il governo inviò al Dipartimento urbanistico il progetto per costruire ad Abu Dhabi un complesso sportivo con tutti i requisiti di comfort e costruzione internazionali.
Inizialmente fu pensato uno stadio di 60 000 posti dotato di pista d'atletica leggera, con anche un avveniristico impianto acustico e un sistema di irrigazione elettronico. Il design esterno è caratterizzato dalla presenza di iconici archi, vero simbolo dell'impianto, tali da essere rappresentati non solo nel brand commerciale dell'impianto ma soprattutto sulla banconota da 200 dirham, la valuta locale degli Emirati Arabi Uniti. Nella fase di progettazione iniziale esso includeva anche la costruzione di recinzioni perimetrali, servizi di pubblica utilità e una rete stradale interna. L'opera venne completata nel 1979 e fu inaugurata nel gennaio 1980. Il costo totale fu di 550 milioni di dirham.

### Ristrutturazione
Nel corso degli anni, lo stadio ha subito importanti ristrutturazioni per garantire l'organizzazione di eventi internazionali per cui è fu originariamente progettato. Furono aggiunte nel tempo varie aree di ospitalità, migliorati gli interni e gli esterni della Royal Box e aggiunti sedili VIP dotati di tecnologie multimediali. Nel 2003 furono aggiunti due tabelloni elettronici ad ogni curva. La più importante ristrutturazione avvenne grazie alla società di costruzioni londinese Isg in occasione della Coppa del mondo per club FIFA 2009, che modificò spogliatoi e impianto di illuminazione. Le varie ristrutturazioni ridussero la capienza a 43.791 spettatori.

## La struttura

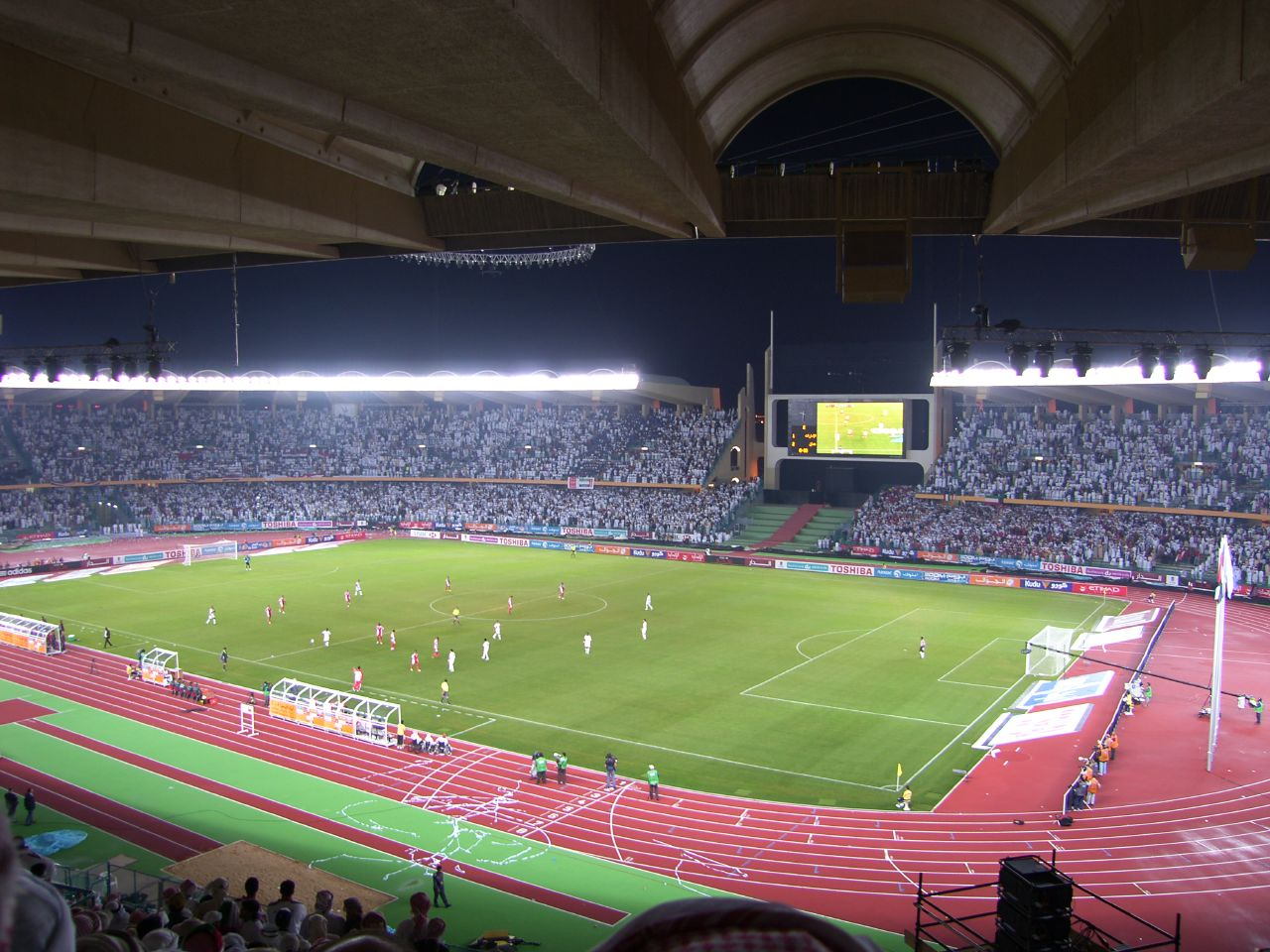
L'impianto, durante la Coppa delle nazioni del Golfo 2007, con la pista d'atletica leggera scoperta

Lo stadio, di forma tradizionalmente ovale, è definito all'esterno da iconici archi. All'interno dello stadio si trova un campo da calcio di dimensioni regolamentari e una pista d'atletica. L'impianto contiene 42.355 posti su due livelli più 1.436 posti dedicate ad hospitality e VIP e 277 posti per la stampa. È presente la Royal Box per la famiglia reale e 6 sky box. L'impianto è inoltre dotato di impianti per la ristorazione, servizi igienici e strutture di pronto soccorso, oltre a spazi per i media, l'hospitality e i luoghi per gli addetti ai lavori più diversi uffici. L'impianto è dotato di 3 tabelloni elettronici a LED e un impianto audio per gli spettatori. La sede è completamente illuminata e conforme agli standard richiesti per le trasmissioni televisive in HD.
Fuori dallo stadio c'è una piazza pre-evento abbellita da una serie di fontane. L'impianto è servito dalla tangenziale, dotato di parcheggi, ed direttamente connesso i campi di allenamento e il resto delle strutture della città dello sport di Zayed, il quartiere dedicato all'emiro ideatore della struttura.

## Eventi sportivi internazionali ospitati
Nel corso della sua storia l'impianto ha ospitato diversi eventi internazionali tra cui per quattro volte, nel 2009, nel 2010, nel 2017 e nel 2018 la finale della Coppa del mondo per club FIFA, ma anche la finale della Coppa d'Asia 1996 e il Mondiale Under-20 del 2003. Nel 2019 ha ospitato per la seconda volta la Coppa d'Asia.
Ha inoltre ospitato tre edizioni della Coppa delle Nazioni del Golfo, nel 1982 e nel 1994, nel 2007.
Lo stadio, essendo il principale dello stato persico, è utilizzato per le partite casalinghe della nazionale emiratina di calcio.

### Incontri della Coppa d'Asia 2019
- Emirati Arabi Uniti -  Bahrein 1-1 (girone A)
- India -  Emirati Arabi Uniti 0-2 (girone A)
- Iraq -  Vietnam 3-2 (girone D)
- Arabia Saudita -  Qatar 0-2 (girone E)
- Oman -  Giappone 0-1 (girone F)
- Emirati Arabi Uniti -  Kirghizistan 3-2 dts (ottavi di finale)
- Corea del Sud -  Qatar 0-1 (quarti di finale)
- Giappone -  Qatar 1-3 (finale)

## Eventi culturali
L'impianto è utilizzato anche per manifestazioni non sportive. Si ricordano tra queste un concerto nel 2008 di George Michael e Alicia Keys e nel 2013 dei Monster Jam e uno show del Nitro Circus nel 2014.